# Meggle
Meggle AG — немецкий производитель молочной продукции и протеинов со штаб-квартирой в Вассербург-ам-Инн Германия. В компании работает около 2500 человек (2022), оборот фирмы в 2022 году составил чуть более одного миллиарда евро.

## Компания
Компания Unternehmen Molkerei Meggle Wasserburg GmbH & Co.KG является одной из первых производителей молочных продуктов в Европе. Продукция MEGGLE поставляется также за пределы основного рынка в Европы — в Северную и Южную Америку и Азию. Также, за пределами Германии, молоко, сыры, сливки и йогурт производятся для местного рынка на шести производственных площадках в Восточной Европе.

## История
Заметный скачок компания получила во время евхаристического конгресса летом 1960 года в Мюнхене. Для Совета 500 000 международных участников в ходе недельного мероприятия, Meggle поставила огромную партию сливочного масла.
С 1995 года Meggle производит багеты. Между тем, ассортимент включает в себя различные охлажденные багеты.

## Слоган
С 1995 года слоган компании «I GOURMEGGLE» (от слова «гурман» и названия компании).

## Логотип
Трилистник был запатентовав в качестве логотипа в 1951 году, однако первые найденные наброски логотипа были датированы 1930 годом.

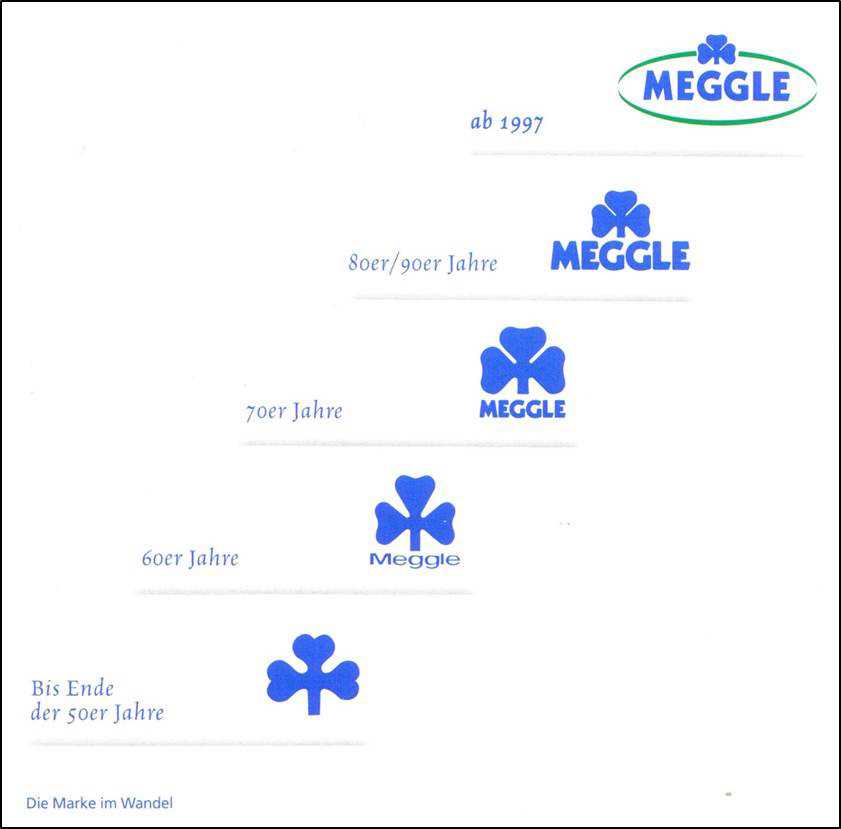
История логотипа MEGGLE

## Главные лица
- Toni Meggle — Председатель Совета
- Sil H. van der Ploeg — главный исполнительный директор
- Christian Sedlatschek — главный финансовый директор